# باریش باغجی
باریش باغجی (انگلیسی: Barış Bağcı؛ زادهٔ ۲۷ مهٔ ۱۹۷۵) بازیگر، و بازیگر تئاتر اهل ترکیه است.
از فیلم‌ها یا برنامه‌های تلویزیونی که وی در آن نقش داشته‌است می‌توان به قیام ارطغرل اشاره کرد.